# Arthur Alves Barbosa
Arthur Alves Barbosa (Niterói, 17 de maio de 1868 - Petrópolis, 24 de novembro de 1947) foi um jornalista, dramaturgo e político brasileiro.

## Biografia
Arthur cursou o primário no Colégio Briggs no Rio de Janeiro, então capital federal, em companhia do pintor Antônio Parreiras. Fez estudos secundários no Colégio São Bento e, em 1883, inscreve-se na Faculdade de Direito de São Paulo, sendo companheiro de república de Alberto Torres, Raul Pompéia e Osório Duque Estrada. Existe controvérsia se teria abandonado os estudos no 3º ano ou os concluído. Trabalhou como escriturário na Fazenda Estadual de São Paulo, demitindo-se alguns anos depois em apoio a colegas prejudicados pela política de então. Toma como profissão o jornalismo, trabalhando no Diário Popular, no Diário Mercantil e no Correio Popular.
Ao se mudar para o Rio de Janeiro, ajuda a fundar a revista Vida Semanária, junto a Olavo Bilac. Em Niterói, torna-se funcionário do Tribunal da Relação, transferindo-se logo para a Secretário do Interior, e, quando a capital fluminense passa para Petrópolis, fixa residência nesta cidade. Durante o governo de Alberto Torres, trabalha na Secretária de Obras Públicas e Indústria. Atua na Gazeta de Petrópolis e também como correspondente da Gazeta Mercantil e de O Paiz, de Quintino Bocaiúva e, em 1902, esteve na fundação da Tribuna de Petrópolis, primeiro como redator e, mais tarde, como proprietário, tornando-a diária.
Como político, foi vereador do município e presidente da Câmara Municipal de fevereiro de 1913 a abril de 1916. Sendo chefe do Executivo, completou o ajardinamento da Praça da Liberdade, construíndo o coreto, o bar e o rinque de patinação ainda existentes. Em 1922, foi eleito prefeito, mas não foi empossado devido a recurso bem-sucedido do candidato derrotado Joaquim Francisco Moreira. Neste mesmo ano, foi preso e impedido de manifestar-se política e profissionalmente contra o governo de Arthur Bernardes. Por duas legislaturas, foi deputado estadual.
Ingressou na Academia Petropolitana de Letras em 1922, sendo titular da cadeira nº 2, cujo patrono é Raul Pompéia. Participou também da fundação do Instituto Histórico de Petrópolis, sendo patrono da cadeira nº 4.

## Obra
- Rosal (crônicas)
- Amores de Deodato e Madalena (novela)
- A Normalista (peça)

## Vida familiar
Arthur Barbosa casou-se em 3 de junho de 1889 com Leonor Campos Barbosa. Não tendo filhos naturais, adotou Sylvio Barbosa Bentes.